# Narcine bancroftii
Narcine bancroftii  — вид скатів роду нарцин сімейства Narcinidae загону електричних скатів. Це хрящові риби, що ведуть донний спосіб життя, з великими, сплощеними грудними та черевними плавцями у формі диска, вираженим хвостом та двома спинними плавцями. Вони здатні генерувати електричний струм. Мешкають у західній частині Атлантичного океану на глибині до 35 м. Максимальна зареєстрована довжина 47 см.

## Таксономія
Вперше вид був науково описаний у 1834 році. Згідно з нещодавно проведеною систематичною ревізією, з широко поширеного виду бразильська нарцина були виділені підвиди Narcine bancroftii, який мешкає біля узбережжя Північної Кароліни, США, в деяких частинах Мексиканської затоки, в Карибському морі, на Великих і Малих Антильських островах, та північного бразильська нарцина, що є ендеміком південно-західної Атлантики (Бразилія, Уругвай та Аргентина). Вигляд названий на честь Едварда Банкрофта (1744—1821), американського лікаря-натураліста, який вивчав електричних риб і створив ілюстрації, за якими було зроблено їхній опис.

## Ареал
Narcine bancroftii мешкають в західній частині Атлантичного океану біля узбережжя Північної Кароліни, в Мексиканській затоці, в Карибському морі, на Великих і Малих Антильських островах і біля північного узбережжя Південної Америки у водах Бразилії, Французької Гвіани, Гаяни, Сурінама і Боліварі. Ці скати зустрічаються на мілководді, як правило, не глибше 35 м, проте, іноді вони трапляються на глибині до 55 м.

## Опис
У цих скатів овальні та заокруглені грудні та черевні диски та короткий хвіст. Є два спинні плавці. В основі грудних плавців перед очима крізь шкіру проглядають електричні парні органи у формі нирок, які тягнуться вздовж тіла до кінця диска . Їх розмір залежить від розміру схилу. Максимальна зареєстрована довжина 45 см, а ширина 20 см. Забарвлення дорсальної поверхні тіла коливається від темно-коричневого до червонувато-жовтогарячого кольору. Спина покрита темними кільцями неправильної форми. Вентральна поверхня біла або зелена. Зяброві щілини досить короткі. Від інших електричних скатів цей вид відрізняється досить довгим рилом і відстанню від кінчика рила до очей, що становить 11-13 % від загальної довжини. Перший і другий спинні плавці схожі за розміром. Перший спинний плавець починається позаду основи черевних плавців. Хвостовий плавець має форму рівнобедреного трикутника. З боків хвостового стебла є шкірні мембрани. Шипи у хвостовому плавнику відсутні.
На кожній щелепі є по 17-34 зубних рядів залежно від віку та розміру ската. Зуби закінчуються конічними досить тупими вістрями. Шкіра м'яка, позбавлена луски чи шипів.

## Біологія
Narcine bancroftii є донними рибами, які ведуть нічний спосіб життя. Вони здатні генерувати електричний струм силою 13-37 вольт. Раціон складається в основному з поліхет та кільчастих черв'яків. Крім того, вони поїдають молодих морських змій, актиній, невеликих костистих риб та ракоподібних. Вони розмножуються яйцеживонародженням, ембріони вилуплюються з яєць в утробі матері. У посліді — 4-15 новонароджених, здатних випускати електричні розряди. Вагітність триває 3 місяці, можливо довше через діапаузу. Самці і самки досягають статевої зрілості при довжині 55,9-83,8 см і 50,8-66 см, відповідно, однак, найменша вагітна самка, яка згодом абортувала, мала довжину всього 36 см. Яйцеводи самок цього виду мають дуже тонкі прозорі стінки, які легко рвуться.

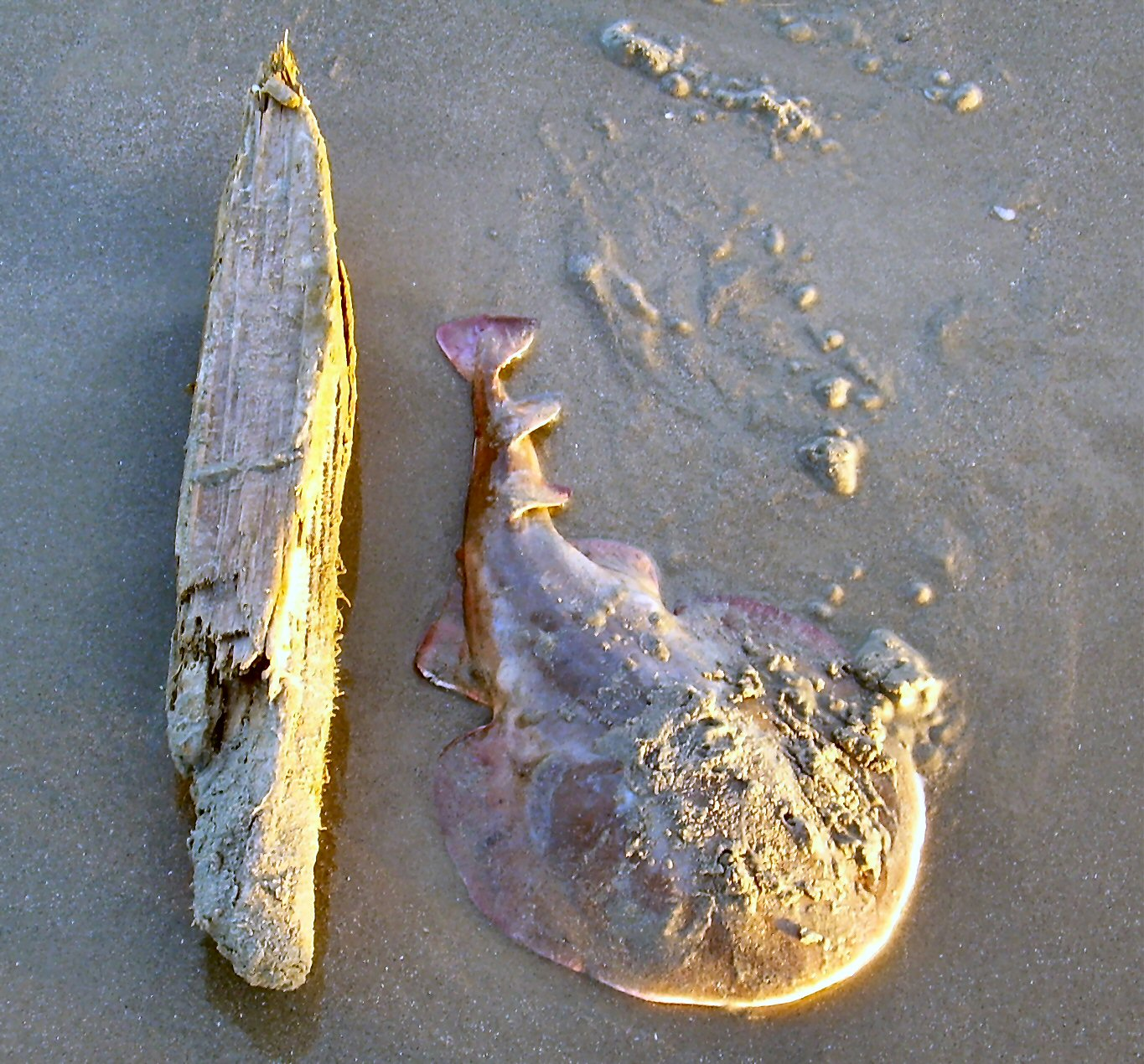

Narcine bancroftii можуть стати здобиччю великих риб, зокрема акул. У зябрах скатів цього виду можуть паразитувати трематоди.

## Взаємодія з людиною
Ці скати не становлять інтересу для комерційного рибного промислу, однак у Бразилії їх утримують у домашніх акваріумах. Оскільки вони здатні завдати відчутного електричного удару, при поводженні з ними необхідно бути обережними. Іноді вони трапляються як прилов при комерційному промислі креветок методом тралення. Спійманих риб найчастіше викидають за борт, виживання у них низьке, упіймані самки абортують. Міжнародна спілка охорони природи надала цьому виду статус «LC».